# 寺池

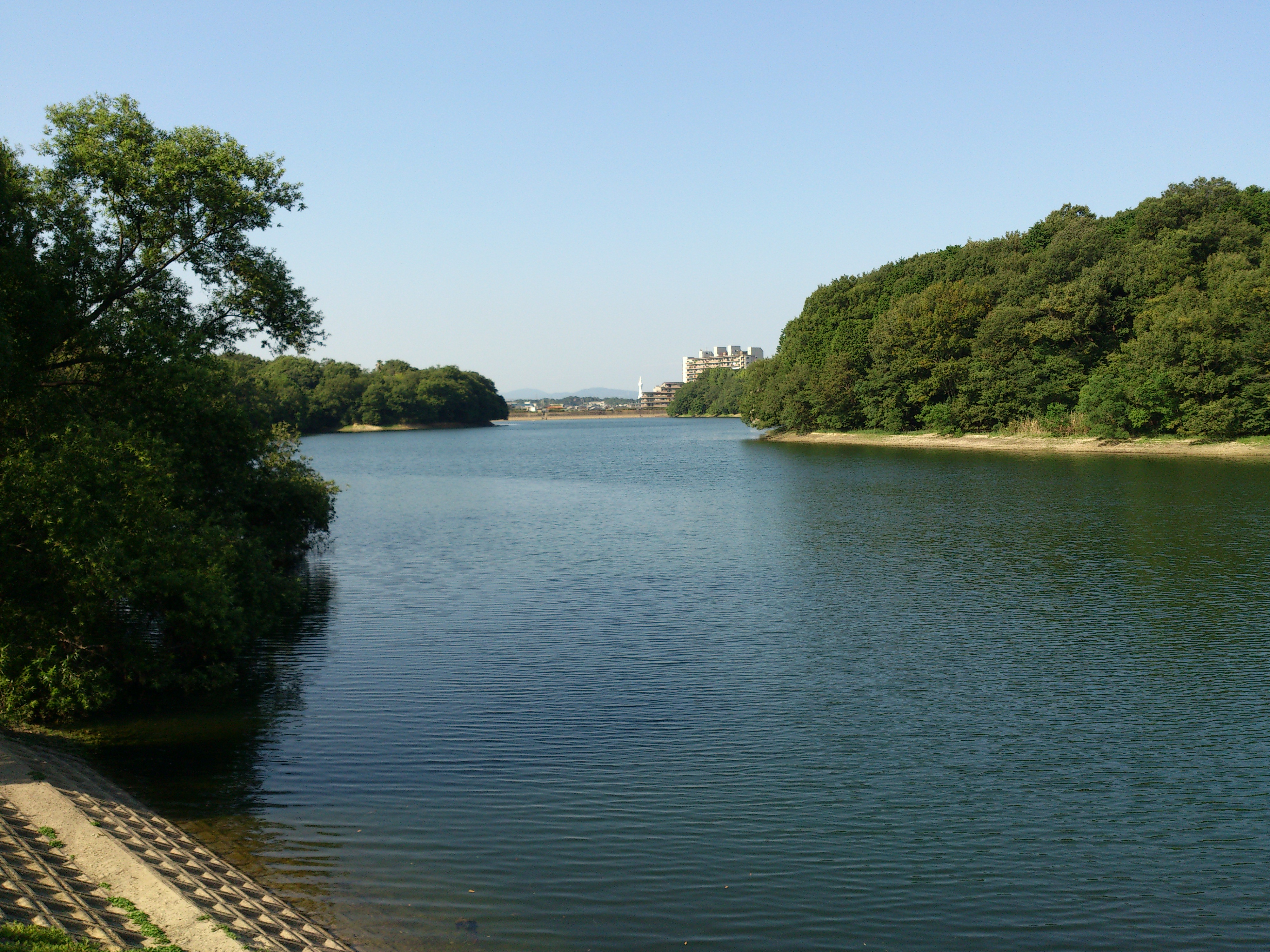
寺池

寺池（日语：／）是日本的大阪府河內長野市有的水庫。這個水庫禁止釣魚。

## 概要
- 目的/样式 : 灌溉/水庫
- 總蓄水容量/有效蓄水容量 : 600千立方米/520千立方米

## 地点
- 日本的大阪府河內長野市的北部。  34°27′50.1″N 135°33′32.2″E / 34.463917°N 135.558944°E
- 周围有住宅和公園。

## 連接的河川
- 石川